# Juan Francisco Alcoy
Juan Francisco Alcoy García, más conocido como Fran Alcoy (Valencia, 24 de junio de 1968), es un entrenador de fútbol español que después de tras abandonar la disciplina del Águilas Fútbol Club actualmente es el entrenador del CD Alcoyano en Segunda RFEF. 

## Carrera deportiva
Fran Alcoy vivió desde dos funciones diferentes el arranque del proyecto de Paco Gómez en Cartagena, primero como gerente cuando el club se apoyaba en Invercón y el oriolano Machuca estaba al frente de las cuestiones técnicas, más tarde como entrenador y posteriormente de vuelta a la gestión administrativa, para caer derribado en la trinchera de técnico. Alcoy llegó a tomar el mando en el equipo del Cartagena por tercera vez en 2006-07 al ser destituido José Luis Montes. 
En 2009 entrena al equipo A del Atlético de Madrid División de Honor juvenil y también cuidaría de la coordinación de las bases de los colchoneros. Tras abandonar el conjunto colchonero se enroló en la cantera del Villarreal C. F. en el que dirigiría al Juvenil A y al Villarreal C. F. "C".
A partir del verano de 2014 firmó por el C. F. Talavera de la Reina, cuando militaba en el Grupo XVIII de Tercera División. En las filas del conjunto castellano-manchego estaría durante 6 temporadas, dirigiéndolo durante 142 partidos en Segunda División B, con un balance de 45 victorias, 37 empates y 60 derrotas. En total, 234 encuentros oficiales de categoría nacional (80 en Tercera División, 6 en Copa del Rey y 6 en Copa RFEF). Fueron dos ascensos a Segunda B, un descenso a Tercera y tres permanencias en la categoría de bronce del fútbol, hasta que en mayo de 2020 se confirmó su salida del C. F. Talavera de la Reina tras ser el segundo entrenador más longevo en el fútbol español tras Diego Simeone.
El 27 de enero de 2021, firmó por el C. P. El Ejido, equipo del Grupo IV de Segunda División B, en donde permanecería hasta el 30 de junio de 2022, momento en el que concluye su contrato y de mutuo acuerdo con el club almeriense deciden separar sus caminos de cara a la siguiente temporada. 
El 18 de junio de 2022, firmó por el U. D. Alzira de la Segunda Federación. El 3 de noviembre de 2022, es destituido como entrenador del conjunto valenciano debido al mal comienzo de la temporada.
El 6 de febrero de 2024, Fran Alcoy es nombrado nuevo entrenador de La Unión Atlético, equipo de la Segunda Federación que pelea por la permanencia y en cuyo banquillo sustituye a Manolo Palomeque. 
El 31 de mayo de 2024, firmó como entrenador del Águilas Fútbol Club, equipo que milita en el Grupo IV de la Segunda Federación.

## Trayectoria como entrenador
| Club                                       | País   | Año       |
| ------------------------------------------ | ------ | --------- |
| Sangonera Atlético                         | España | 2002      |
| Yeclano CF                                 | España | 2003      |
| FC Cartagena (Categorías inferiores)       | España | 2004-2006 |
| Atlético de Madrid (Categorías inferiores) | España | 2008-2011 |
| Villarreal CF Juvenil A                    | España | 2011-2012 |
| Villarreal CF "C"                          | España | 2012-2013 |
| CF Talavera de la Reina                    | España | 2014-2020 |
| CP El Ejido                                | España | 2021-2022 |
| UD Alzira                                  | España | 2022      |
| La Unión Atlético                          | España | 2024      |
| Águilas FC                                 | España | 2024-2025 |